# Fritjof Thun
Fritjof Wilhelm Thun, född 15 mars 1887 i Österåkers församling, Stockholms län, död 26 juni 1970 i Sollentuna församling, Stockholms län, var en svensk postkontorsföreståndare och socialdemokratisk riksdagspolitiker.
Fritjof Thun var son till före detta dragonen och möbelsnickaren Robert Thun och Emma Charlotta Andersdotter. Efter avslutad skolgång arbetade han vid jordbruk men flyttade snart till Stockholm, där han var gasverksarbetare 1905–1906. 1907–1922 hade han anställning som stationskarl vid Roslagsbanan med placering i Åkersberga. Under denna tid deltog han aktivt i det politiska och fackliga organisationsarbetet och var bland annat behjälplig med iscensättningen av deras första strejk. Efter en järnvägsmannastrejk 1922, där Thun deltagit, lämnade han sin anställning och blev 1923 poststationsföreståndare i Åkersberga.
Thun var kommunalfullmäktigeledamot samt landstingsledamot från 1919. Han blev 1947 ledamot av riksdagens första kammare i valkretsen Stockholms och Uppsala län. Ledamot av 1944 års kommitté för kommunal samverkan.